# Paul Khoarai
Paul Khoarai, né le 29 mai 1933 à Makoabeng au Lesotho et mort le 27 décembre 2012, est un prélat catholique lésothien.

## Biographie
Paul Khoarai est ordonné prêtre en 1963. Il est nommé évêque de Leribe en 1970. Khoarai prend sa retraite en 2009.

## Sources
- Profil sur Catholic hierarchy